# Eutokios
Eutokios sau Eutocius (c. 480 - c. 540) a fost un matematician din Grecia antică.
Este cunoscut pentru comentariile asupra mai multor opere ale lui Arhimede și Apoloniu din Perga.
S-a născut pe litoralul palestinian.
L-a avut ca profesor pe Isidor din Milet.
A fost mecanic și arhitect și a fost însărcinat de împăratul Iustinian cel Mare cu ridicarea catedralei Sf. Sofia din Constantinopol.
A aplicat procedee și demonstrații aritmetico-algebrice în geometrie.
A utilizat fracții și calcule matematice ca aplicații la științele naturii și tehnică.
A încercat să rezolve cu ajutorul intersecției unei curbe de ordinul patru cu un cerc, problema duplicării cubului.
A prezentat o soluție geometrică a problemei lui Arhimede, relativ la secționarea sferei printr-un plan, astfel încât volumul celor două segmente sferice formate să se afle într-un raport dat.
Această soluție a obținut-o cu ajutorul unei parabole și al unei hiperbole echilatere deplasate.
A descris procedeul de găsire a două medii proporționale cu ajutorul concoidei, utilizând o construcție prin alunecare.
Într-unul din comentariile la operele lui Arhimede, a indicat un procedeu  ce conduce la ecuații binome de forma
{\displaystyle x^{3}=a^{2}\cdot b}
și descrie istoria problemei duplicării cubului, originea acesteia și soluțiile propuse de Archytas, Eudoxus, Menechmus.
Eutokios a redat două fragmente din lucrarea lui Diocles, Despre oglinzile incendiatoare.
S-a mai ocupat de lucrarea lui Geminos din Rhodos, din care multe indicații au contribuit la elucidarea unor probleme neclare din acea epocă.
De asemenea, Eutokios a comentat și secțiunile lui Apolloniu.
Comentariile lui Eutokios despre lucrările lui Arhimede, Apolloniu și ale lui Isidor din Milet au fost traduse în greacă și latină la Basel în 1544.
Au reapărut la Oxford în 1792 sub îngrijirea lui Torelli sub titlurile: Commentaires sur les quatre premiers livres des coniques d'Apollonius, Sur la sphère et le cylindres, La quadrature du cercle, l'equilibre d'Archimède, lucrări care păstrează originalitatea stilului inițial și fiind deci prețioase din punct de vedere științific. 
Ca filozof, Eudokios a aparținut materialismului.